# 스나이퍼 3 - 라스트 타겟
《스나이퍼 3 - 라스트 타겟》(Livvakterna, Executive Protection)는 스웨덴에서 제작된 안데스 닐슨 감독의 2001년 액션, 스릴러 영화이다. 야콥 에크룬드 등이 주연으로 출연하였고 요아킴 한슨 등이 제작에 참여하였다.

## 출연

### 주연
- 야콥 에크룬드
- 사무엘 플로러
- 알렉산드라 래파포트
- 리아 보이슨
- 크리스토프 M. 오트
- 마리 리차드슨
- 크리스테르 헨릭손
- 퍼 버렐
- 레나트 휼스트롬
- 오잔 랜드스트롬

### 조연
- 프레드릭 돌크
- 에리치 실바
- 매그너스 로스만

## 기타
- 미술: 얀 오로프 아그렌
- 의상: 마리 플릭트